# Elliott M. See
Elliott M. See, Jr född 23 juli 1927 omkom 28 februari 1966 i ett flyghaveri. See blev uttagen i astronautgrupp 2 17 september 1962 som en av de nya Geminipiloterna till Geminiprogrammet inom NASA bemannade rymdprogram. Han var uttagen som backup till Gemini 5 och som befälhavare för Gemini 9.
Han dog under träning i rymdprogrammet när han var på väg till McDonnells fabrik som tillverkade rymdkapseln till Geminiprogrammet. I dålig sikt missade han landningsbanan. Han havererade rakt in i en byggnad nära landningsbanan på Lambert Field med det T-38 flygplan han var pilot för. Med sig i planet hade han astronautkandidaten Charles A. Bassett som skulle ha varit pilot på färden med Gemini 9.